# 1696 en science
| Années de la science : 1693 - 1694 - 1695 - 1696 - 1697 - 1698 - 1699    |
| Décennies de la science : 1660 - 1670 - 1680 - 1690 - 1700 - 1710 - 1720 |

Cet article présente les faits marquants de l'année 1696 en science.

## Événements

Brachistochrone

- Juin : Jean Bernoulli publie la description d'un problème mathématique dans la revue Acta Eruditorum, enjoignant les mathématiciens de résoudre la question de la courbe brachistochrone, un des problèmes fondateurs du calcul des variations. Le 9 juin, il envoie le problème à Leibniz qui lui répond de Hanovre le 16 juin avec la solution et la suggestion que Bernoulli en retarde la publication car le journal est diffusé lentement en Europe. Les solutions de Jean Bernoulli et Jacques Bernoulli sont publiées dans l'Acta Eruditorum de mai 1697[1].  Newton, de manière anonyme, L'Hôpital et Tschirnhaus résolvent également le problème[2].

## Publications
- Daniel Le Clerc : Histoire de la médecine, Genève.
- Guillaume de l'Hôpital : Analyse des infiniment petits pour l'intelligence des lignes courbes, premier traité de calcul différentiel écrit en français. Il y établit sa règle pour le calcul de certaines limites[3].

## Naissances
- 2 février : William Borlase (mort en 1772), antiquaire, géologue et naturaliste anglais.
- 7 août : Raoul-Adrien Fréard du Castel (mort en 1766), géomètre français.
- 8 octobre : Louis-Claude Bourdelin (mort en 1777), chimiste français.

- Christine Kirch, (morte en 1782), astronome saxonne.

## Décès
- 19 février : Giovanni Pietro Bellori (né en 1613), archéologue, conservateur des Antiquités de Rome, historien, critique d'art et biographe italien.
- 30 avril : Robert Plot (né en 1640), naturaliste et chimiste britannique.
- 17 mai : Antoine d'Aquin (né en 1629), médecin français.

- Jean Richer, astronome français (né en 1630). En Guyane, Richer observe aussi qu'un pendule à Paris bat plus vite qu'à Cayenne. Huygens et Newton en déduisent que la Terre est une sphère aplatie par la force centrifuge.